# Mediterraneidad de Bolivia

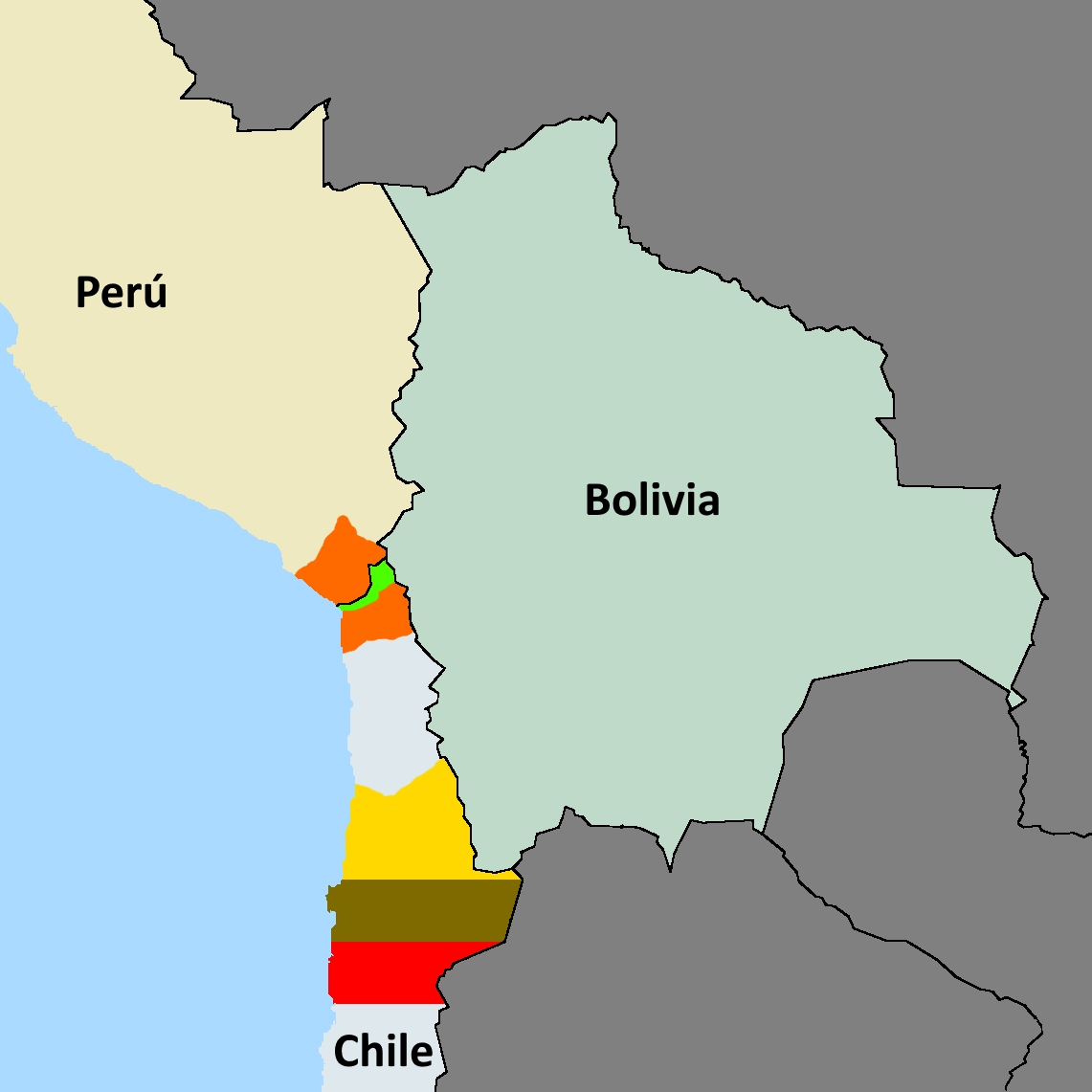
Situación de Bolivia a lo largo de su historia territorial, donde se muestran los cambios respecto a su actual situación de estado sin litoral.
Territorios que estuvieron bajo administración boliviana
Territorio entre el río Loa hasta el paralelo 23° (1825-1879) (en disputa con Chile hasta 1866)
Territorio entre el paralelo 23° y 24° (en disputa con Chile hasta 1866)
Territorios ofrecidos a Bolivia por Chile
Departamentos o provincias menores bajo administración chilena de Tacna y Arica (1880)
Corredor de Charaña (1975-1979)
Territorios disputados entre Bolivia y Chile entre los años 1825 y 1866
El Corredor de Atacama comprendía los siguientes territorios disputados:
Territorio entre el río Loa hasta el paralelo 23°
Territorio entre el paralelo 23° y 24°
Territorio entre el paralelo 24° y 25°
Actualmente Bolivia reclama una salida soberana al mar, pero no reclama un territorio en concreto.

La expresión «Mediterraneidad de Bolivia» hace referencia al hecho de que dicha nación se encuentra «rodeada por tierra», es decir, que no tiene una salida soberana al mar territorial. De esa forma, alude específicamente a la situación como Estado sin litoral, devenido en un reclamo de acceso al océano Pacífico de parte del Estado Plurinacional de Bolivia a la República de Chile, entendido como un asunto de índole diplomático y fronterizo, que involucra también a la República del Perú, por razones históricas y jurídicas.

## Antecedentes

### Audiencia de Charcas y sus límites

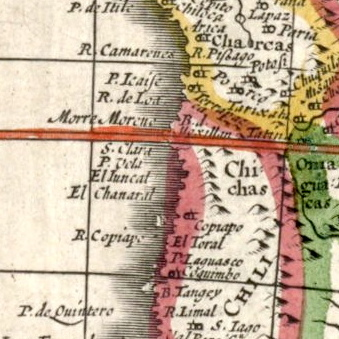
Límite de Chile y Perú en el río Loa, en un mapa del año 1662.

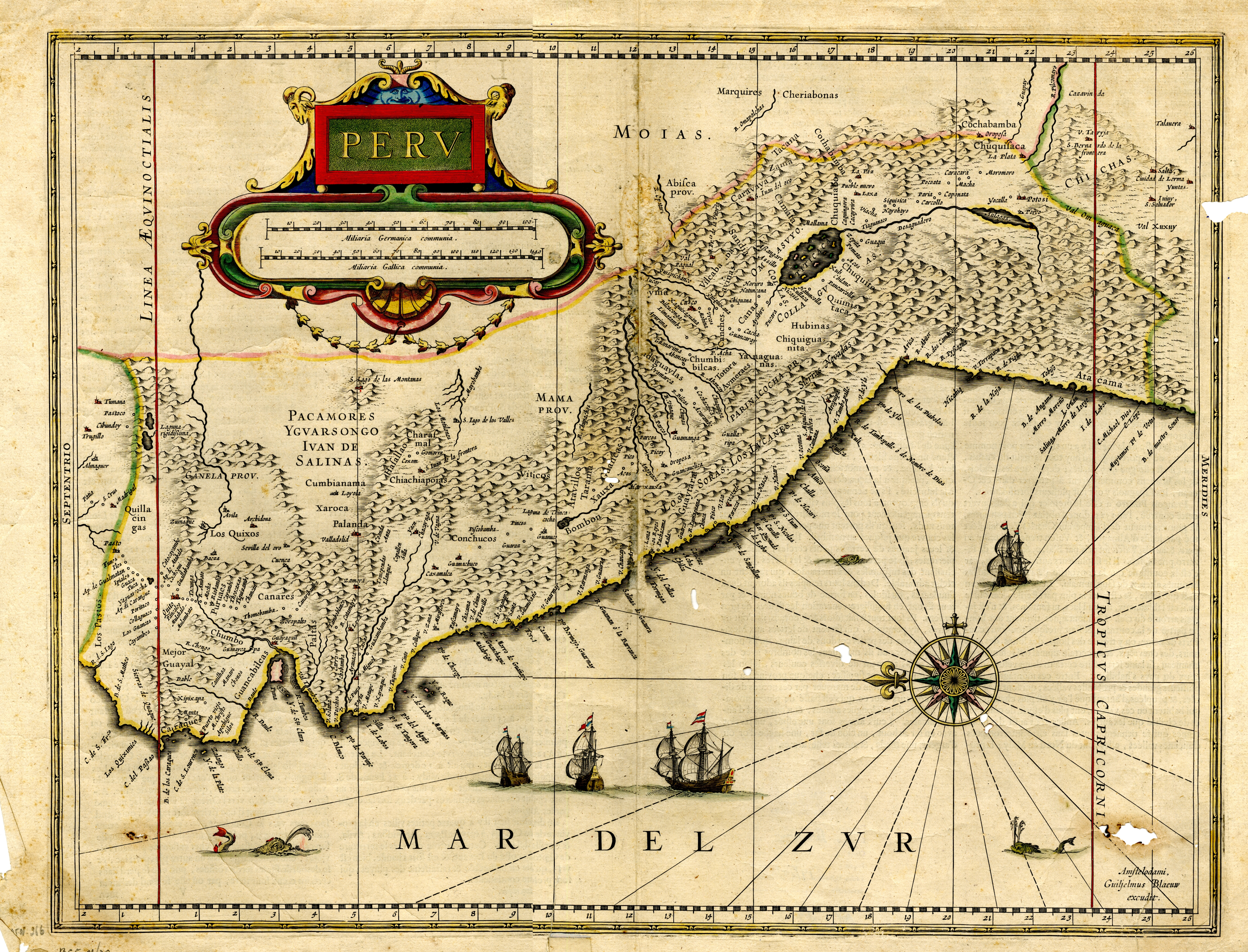
Mapa de 1659 del Virreinato del Perú (incluyendo Charcas), en el que se muestra el límite austral cerca del paralelo 25° S.

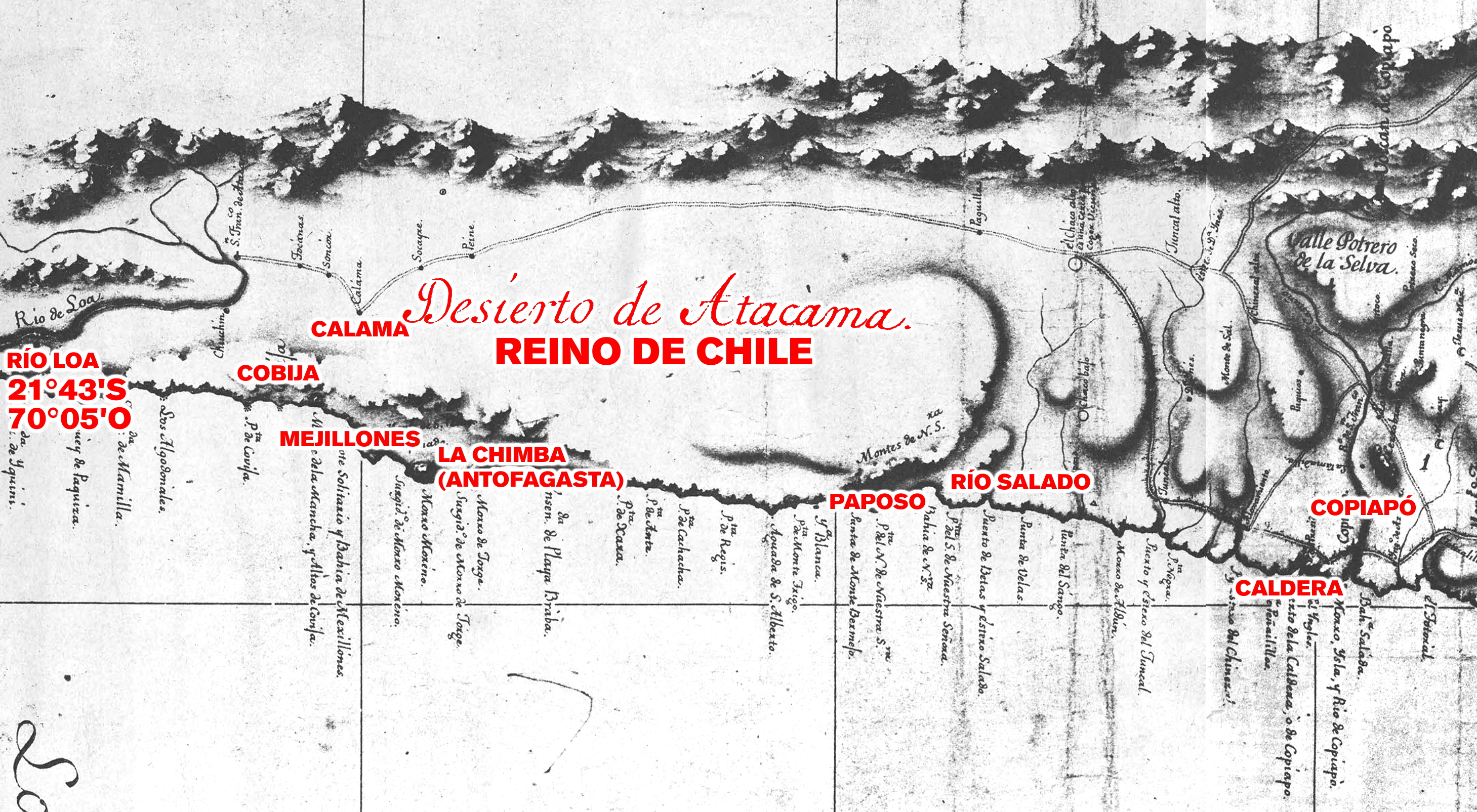
Mapa de Andrés Baleato, de 1793 mostrando el límite entre Chile y Perú en el río Loa, dejando a Charcas sin litoral.

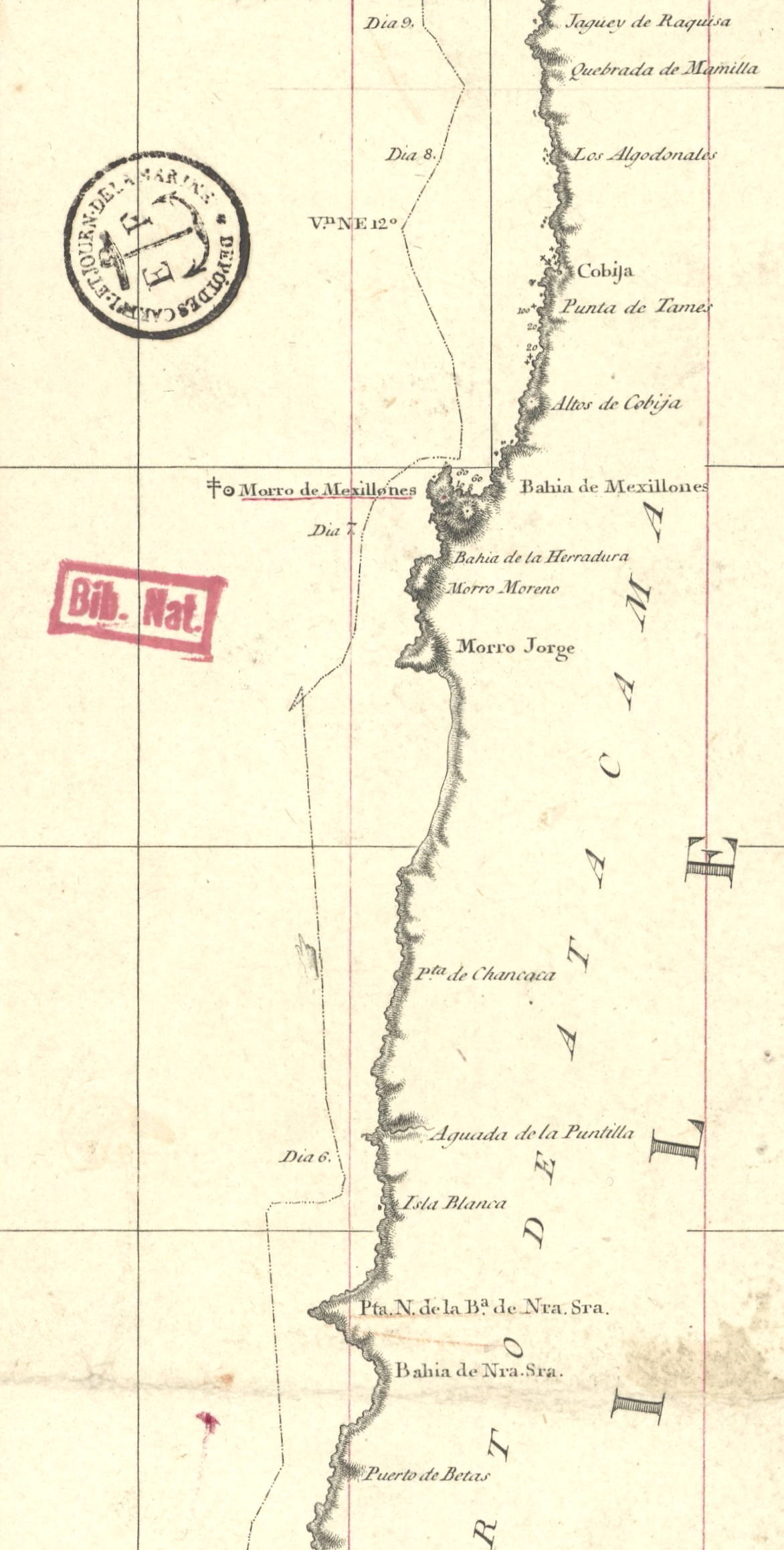
La costa del Despoblado de Atacama en la Carta esférica de las costas del Reyno de Chile de 1799.

Entre los gobiernos de Bolivia y de Chile —y según historiadores de ambos países y en menor medida también de Argentina y Perú— existe un desacuerdo referente a la pertenencia jurisdiccional del territorio del desierto de Atacama durante los años de dominio de la Corona española en la región, denominado la «cuestión del Paposo». Durante el periodo colonial, la provincia de Charcas equivale esencialmente al núcleo del actual Estado Plurinacional de Bolivia y, a su vez, el reino de Chile lo es respecto a la República de Chile.
El nombre de este desacuerdo alude al caserío indígena de Paposo (25°01′S 70°28′O / -25.017, -70.467), uno de los tres asentamientos costeros con aptitud de puerto —siendo los otros dos Cobija (22°33′S 70°16′O / -22.550, -70.267) y Mejillones (23°06′S 70°27′O / -23.100, -70.450)—, que entonces existían en el desierto que se extiende entre los ríos Loa y Copiapó y la puna de Atacama.
Uno de los principales motivos de la disputa sería la eventual contradicción contenida en la Recopilación de Leyes de Indias de 1680, en la cual la ley IX del título XV (De las Audiencias y Chancillerias Reales de las Indias), del libro II, expresa que el territorio jurisdiccional de la Real Audiencia de Charcas tenía costas en el mar del Sur, esto es, en el océano Pacífico, mientras que la ley V, del mismo título y libro, hace colindantes a los territorios jurisdiccionales de las Reales Audiencias de Lima y de Santiago de Chile, lo cual no sería posible si la Audiencia de Charcas se interponía alcanzando el mar al norte del territorio jurisdiccional de la Audiencia de Chile.
La creación del Virreinato del Río de la Plata implicó que el territorio de Charcas pasase a ese nuevo virreinato en 1776. Posteriormente, la Real Ordenanza de Intendentes de Ejército y Provincia de 28 de enero de 1782 dividió el Virreinato del Río de la Plata en ocho intendencias, creando entre ellas la Intendencia de Potosí sobre parte del territorio jurisdiccional de la arquidiócesis de Charcas, incluyendo a Atacama con la categoría de partido. En 1783 se creó nuevamente la Real Audiencia de Buenos Aires reemplazando la jurisdicción de la Audiencia de Charcas por el sur.
El 6 de septiembre de 1777 se emite una Real Orden referida al cobro relacionada al almojarifazgo y alcabalas en Chile el cual hace mención del despoblado de Atacama y los pueblos circundantes como parte de la jurisdicción chilena:

Aunque en el corregimiento de Copiapó, cuya cabeza es la villa de San Francisco de la Selva, se contienen los puertos de Cobija y bahía de Mexillones, puerto de Betas, el de Juncal, el de Copiapó o la Caldera, Bahía Salada, puerto del Totoral y el del Huasco, como son tan accidentales las arribadas de navíos con este arreglo, y también a las cortas entradas que puedan ocurrir por la cordillera, camino del Despoblado y de territorio de aquella jurisdicción, el administrador de este destino propondrá el sujeto o sujetos que conceptuare necesarios para la mejor recaudación de dichos ramos y aumento de la Real hacienda
Archivo General de Indias de Sevilla, Audiencia de Chile, legajo 328.

Asimismo en el mapa levantado por la Armada española en 1792 se incluye dentro de Chile desde el paralelo 22° al sur, en otras palabras, desde la zona del río Loa. En el mapa de 1793 elaborado por Andrés Baleato, director de la Escuela Náutica de Lima, por orden del virrey Francisco Gil de Taboada y Lemus, Chile tiene como frontera norte el grado 21° y medio, en específico la desembocadura del río Loa, haciendo mención explícita que la zona estaba despoblada y recién habían poblados desde el paralelo 24°.
Hipólito Unanue publica sobre el Perú en 1793 lo siguiente: 

La ensenada de Túmbez lo separa por el norte del Nuevo Reino de Granada y el río Loa por el sur del desierto de Atacama y reino de Chile
Guía política, eclesiástica y militar del virreinato del Perú de 1793

En la memoria del Francisco Gil de Taboada que le dio a su sucesor Ambrosio O'Higgins en 1795 se describe el límite entre el Perú y Chile el río Loa.
El gobierno de Chile encargó el estudio de este asunto a Miguel Luis Amunátegui, quien en 1863 publicó su libro al respecto, «La Cuestión de Límites entre Chile y Bolivia», en el que negaba que la provincia de Charcas hubiera tenido jurisdicción sobre la costa del océano Pacífico, sosteniendo que el reino de Chile limitaba por el norte con el virreinato del Perú, lo cual ha sido desde entonces la posición oficial de la República de Chile. El gobierno y escritores de Bolivia —principiando por Casimiro Olañeta en 1843—, por el contrario, argumentan actos de jurisdicción de parte de autoridades coloniales de Charcas en Cobija, señalando que el río Salado era el límite norte de Chile y negando que haya tenido límites con el Perú. En Argentina, los mapas del virreinato del Río de la Plata que se han publicado normalmente coinciden con la posición de Bolivia, asignando el desierto de Atacama a la jurisdicción del virrey de Buenos Aires.

### Nacimiento de la República de Bolivia y el comienzo de la disputa de Atacama

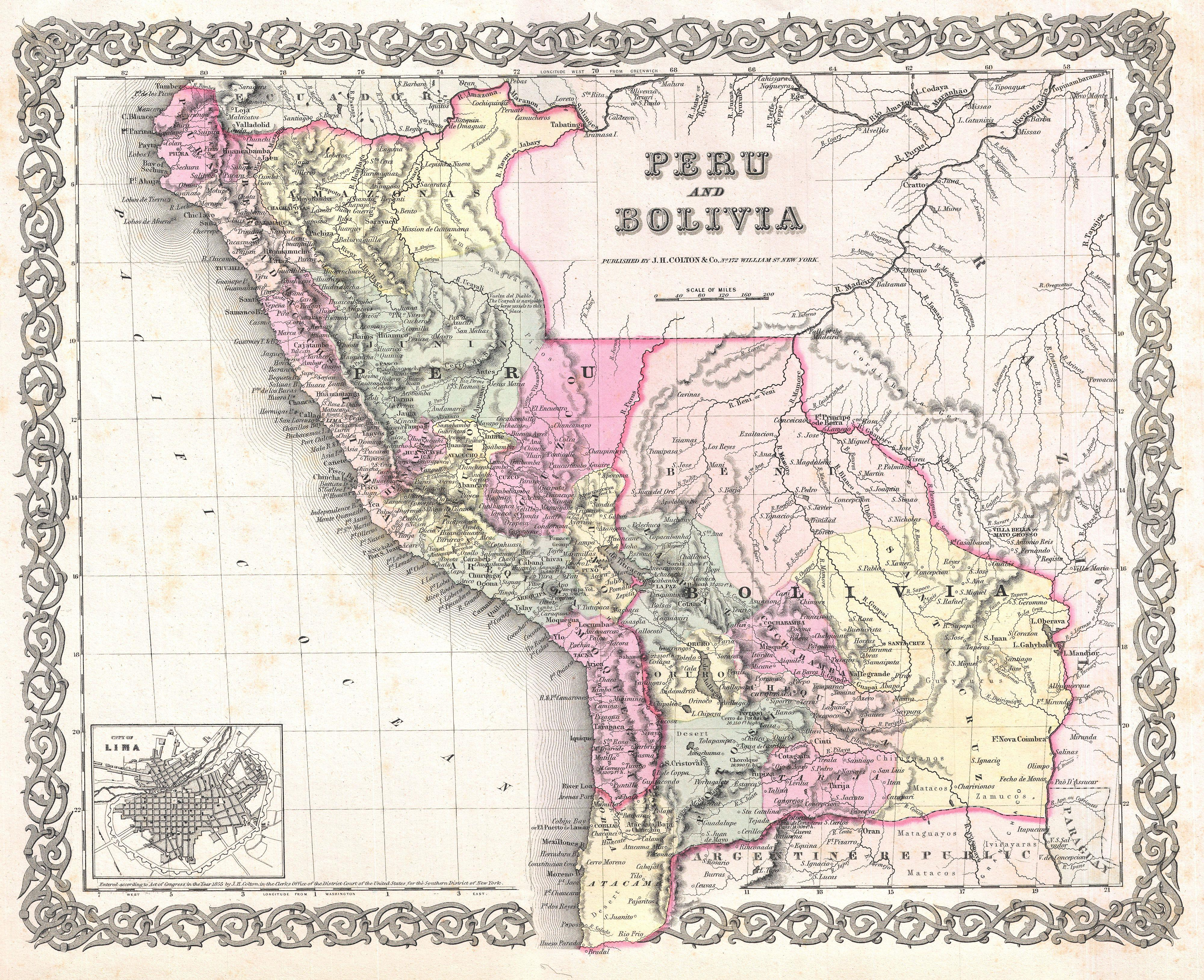
Mapa de Perú y Bolivia de 1855 por el estadounidense Joseph Hutchins Colton. Bolivia aparece con el territorio de Atacama en el extremo inferior.

Con la independencia de Bolivia comienza la disputa de Atacama una vez que este país reclama el puerto de Cobija.

El Desierto del Atacama y la Puna en 1830.

Antonio José de Sucre modificó, el 29 de enero de 1825, la organización territorial de Charcas, estableciendo que las intendencias del periodo colonial fuesen convertidas en departamentos, divididas en provincias y estas en cantones. El antiguo partido de Atacama pasó a ser entonces una provincia del Departamento de Potosí, con capital en San Pedro de Atacama.
El 9 de febrero de 1825, el mariscal Sucre convocó una Asamblea General de Diputados de las Provincias del Alto Perú, a fin de que se resolviera el destino del Alto Perú, optando por la anexión de sus territorios a otra nación —a Perú o al Gobierno de Buenos Aires— o por su independencia. En el decreto se dispuso que el Departamento de Potosí nombraría «diputados por Potosí, tres por Chayanta, tres por Parco, tres por Chichas, uno por Atacama y otro por Lípez».
El 14 de mayo de 1825, se reunió en Potosí la Junta Electoral del Departamento de Potosí, sin que por Lípez y Atacama hubiere concurrido algún elector, «no obstante los repetidos oficios del Gobierno, y no poderlos esperar más, sin perjuicio del tiempo y de los Señores Electores de las otras Partidas», siendo elegido finalmente por Atacama, conforme al escrutinio, Mariano Enríquez.
El 23 de julio de 1825, la Asamblea decide no asociarse a ninguna de las repúblicas vecinas y erigir a los departamentos del Alto Perú como un Estado soberano e independiente. El acta de independencia, fechada a 6 de agosto de 1825 y redactada por el presidente de la Asamblea, José Mariano Serrano, junto a una comisión formada por Manuel Urcullo, José María Mendizábal y Casimiro Olañeta, fue suscrita por cuarenta y ocho delegados, entre los que figura José Mariano Enríquez, diputado por Potosí.
El mismo 6 de agosto de 1825, la Asamblea adoptó varios acuerdos, entre los cuales puede mencionarse que determinó que la nueva república adoptaría el nombre de "Bolívar", en homenaje a Simón Bolívar, y nombrando a este último como Padre, Protector y Primer presidente.
El 28 de diciembre de 1825, Simón Bolívar decretó, considerando que estas provincias no tenían un puerto habilitado y que en el territorio de Atacama se encontraba el denominado Cobija, ésta quedaría habilitada desde el 1 de enero de 1826 como puerto mayor, con el nombre de Puerto La Mar.
El 19 de noviembre de 1826, Antonio José de Sucre promulga la primera constitución de Bolivia, elaborada por el Congreso de Chuquisaca, que dispuso en el artículo 3.º que «El territorio de la República Boliviana comprende los departamentos de Potosí, Chuquisaca, La Paz, Santa Cruz, Cochabamba y Oruro» y en el artículo 142 establecía que «Las Fuerzas Armadas se compondrán del ejército de tierra y de una armada».
El 1 de julio de 1829, el presidente Andrés de Santa Cruz convirtió mediante decreto al territorio de Atacama, limítrofe con el Perú, en una provincia independiente con un gobernador que respondía directamente al presidente y con la nueva denominación de provincia del Litoral, obteniendo una jerarquía intermedia superior a una provincia común, pero inferior a un departamento. Todo esto ante la pasividad de las autoridades chilenas de la época que se encontraban preocupadas en consolidar los territorios de Chiloé y la consolidación de la República.
Entre 1838 y 1839, Domingo Latrille descubre y explota guano blanco en la ensenada e islotes aledaños a Punta Angamos. Tal actividad genera la dictación de una Ley el año 1841 mediante la cual Chile define como su frontera norte el paralelo 23.
El presidente de Chile, Manuel Bulnes, envió expertos a reconocer la costa atacameña. De esto dio cuenta al Congreso en un mensaje dirigido el 13 de julio de 1842, en que informaba que juzgó:

necesario mandar una comisión exploradora a examinar el litoral comprendido entre el puerto de Coquimbo y el morro de Mejillones con el fin de descubrir si en el territorio de la República existían algunas guaneras cuyo beneficio pudiera proporcionar un ramo nuevo de ingreso a la hacienda pública...
Manuel Bulnes

Como resultado de dicha investigación, se dictó la ley de 13 de octubre de 1842, que declaró de propiedad nacional las guaneras al sur de la bahía de Mejillones, y que dispuso que ningún barco podría cargar este producto sin permiso de las autoridades chilenas. Se facultaba además al Presidente de la República para gravar la exportación del guano con derechos de aduana.

### Confederación Perú-Boliviana, Bolivia y el litoral
En 1836, se constituyó un Estado denominado Confederación Perú-Boliviana, a partir de la colación de Perú, dividido en dos Estados —el Estado Nor-Peruano y el Estado Sud-Peruano—, y Bolivia.
Para aquel entonces Bolivia adquirió los buques de guerra Yanacocha y Confederación, a los que se sumaron los bergantines La Fallete y Congreso y la corbeta Libertad, integrando la armada de la Confederación Perú-Boliviana.
En 1839, el presidente José Miguel de Velasco elevó el rango de la provincia del Litoral a distrito con un prefecto.
Para resguardar las costas bolivianas, posteriormente se adquirieron las naves Sucre, María Luisa y Morro. Al carecer de una estructura sólida, la escuadra naval boliviana fue disuelta antes de 1879.
Las constituciones bolivianas de 1834, 1839, 1843, 1851, 1861, 1868, 1871, 1878, 1880 fueron aprobadas por senadores y diputados representantes por Cobija y Mejillones.

### Tratados de 1866 y 1874
El origen de este tema, se encuentra, para algunos historiadores como el chileno Luis Emilio Rojas, algo confusa. Sus comienzos se remontan a antes de la Guerra del Pacífico, iniciada en 1879 y que finalizó en 1883 con la pérdida definitiva de Bolivia del departamento del Litoral (en la actualidad, parte de la región chilena de Antofagasta).
Luis Emilio Rojas señala que desde el momento de la fundación del Estado boliviano (1825), este no tenía mar. No obstante, tal como indica el historiador Roberto Querejazu Calvo en su libro "Guano, Salitre, Sangre", Bolivia es heredera del territorio de la Audiencia de Charcas y, por lo tanto, no le corresponde territorios en la costa del Pacífico. Sin embargo, los intereses económicos existentes de la época obligaron a la firma del tratado de 1866 que, entre sus complejas disposiciones, aclaraba la supuesta frontera no ratificada:
- El límite internacional sería el paralelo 24° latitud sur.
- Se repartirían en modo equitativo las ganancias provenientes de la explotación del guano y minerales comprendidos entre la zona de los paralelos 23° a 25° de latitud sur.
- Bolivia debía abrir una Aduana en Mejillones, posibilitando la captación de los derechos de exportación.

## Mediterraneidad

Bandera que recoge las pretensiones marítimas bolivianas.

### Guerra del Pacífico

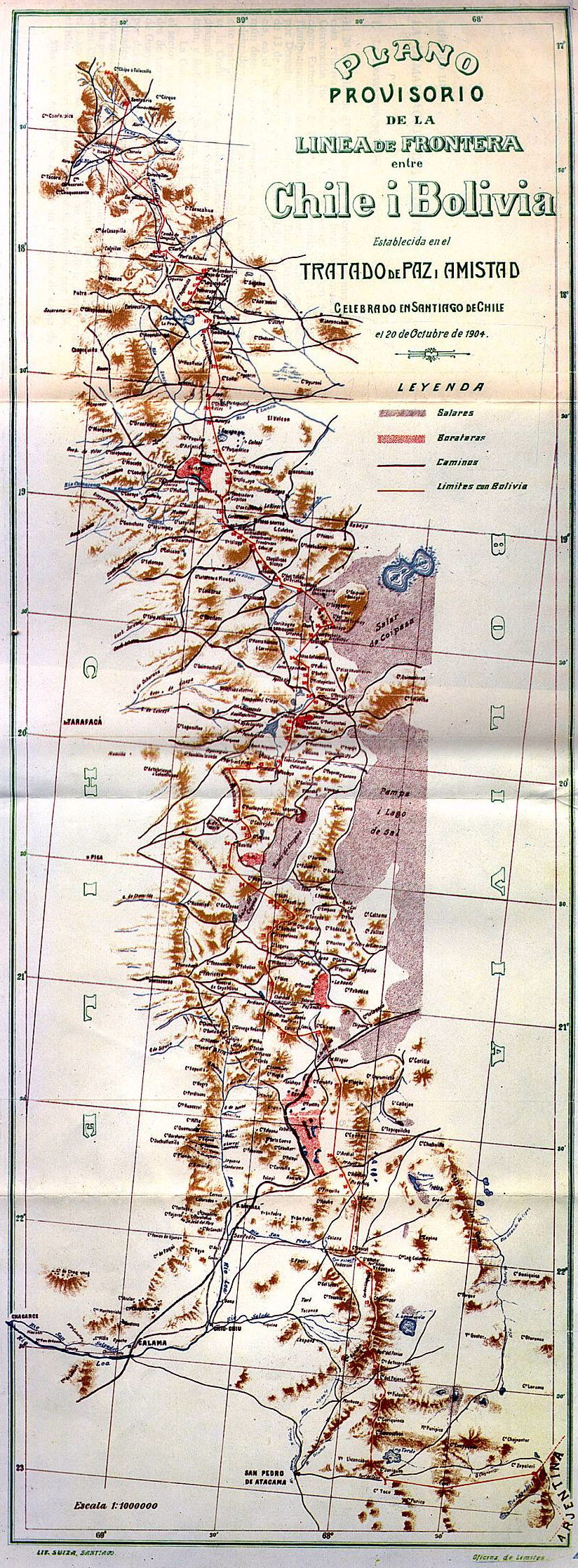
Plano provisorio frontera Chile-Bolivia 1904

En 1883, el Tratado de Ancón puso fin a la guerra entre Chile y Perú, en el que se otorgaba el dominio de Tarapacá y una administración temporal de Tacna y Arica por 10 años y luego la realización de un plebiscito para definir su estatus final.
Las relaciones entre Chile y Bolivia, en tanto, serían restablecidas por el Pacto de tregua de 1884, que fijó un régimen temporal a la espera de la celebración de un tratado definitivo de paz. La posesión a perpetuidad del territorio de Antofagasta fue una de las exigencias de Chile, mientras que Bolivia aceptaba y renunciaba sin presiones y a perpetuidad a poseer un puerto o territorio alguno en el Océano Pacífico, esto ratificado por los Congresos de ambos países y; teniendo en consideración las argumentaciones de Chile en las negociaciones ante Perú.[cita requerida]
De esta forma, se restablecía las fronteras coloniales originales entre las repúblicas del Perú y Chile, definidas de acuerdo al principio de Utis Possidetis de 1810. Los cuales quedarían modificados nuevamente por la anexión de la provincia de Tarapacá y formalizado por ambos países en el Tratado de 1929.

### Tratado de 1904
El Tratado de 1904 llevaría a la normalización de las relaciones diplomáticas entre Chile y Bolivia, poniendo fin al régimen establecido por el Pacto de Tregua, y que fijaron las fronteras definitivas entre ambos países. El llamado «Tratado de Paz y Amistad» no incluyó provisiones para la cesión de soberanía sobre algún territorio costero para Bolivia y, a cambio, se establecieron diversos beneficios para el acceso comercial a través de puertos bajo administración chilena. El tratado estableció que:
- Bolivia entrega a Chile la provincia de Antofagasta a perpetuidad;
- Se construirá un ferrocarril que unirá las ciudades de Arica y La Paz;
- Chile concede, en forma definitiva, el libre tránsito de mercaderías (sin cobro de derechos aduaneros ni restricciones) por territorio chileno desde y hacia Bolivia; y
- Chile reconoce los acuerdos del Pacto de tregua de 1884 que consisten en franquicias de acceso a los puertos de Antofagasta y Arica para Bolivia.

## Propuestas de solución

### Durante la Guerra del Pacífico
Durante la Guerra del Pacífico que enfrentó a Chile con Bolivia y Perú, se realizó una ronda de negociaciones en marzo de 1882 con el fin de mediar entre los beligerantes. Para ello, Estados Unidos envió como mediadores a Cornelius Logan a Chile, a George Maney a Bolivia y a James R. Partridge a Perú. Al iniciarse las tratativas con el presidente provisional peruano García Calderón, Chile pidió la posesión no sólo del Departamento de Tarapacá sino también de las provincias de Tacna y Arica para poder ofrecerlas a Bolivia como salida al mar y consolidar la presencia de Chile en Antofagasta; así, resguardaba Tarapacá de Perú, puesto que Chile limitaría por el norte con Bolivia.

### Tratados de 1895
El 18 de mayo de 1895, los ministros plenipotenciarios de Bolivia y Chile firmaron tres tratados: uno «de Paz y Amistad» con el que Bolivia aceptaba «el dominio absoluto y perpetuo» de Chile sobre el territorio del Litoral a cambio de reparaciones financieras, un segundo sobre comercio, y un tercero, de carácter secreto, sobre «transferencia de territorios». Este último documento posibilitaría el acceso boliviano al mar a través de la cesión de Tacna y Arica en caso de que Chile se asegurara la definitiva posesión de ambas provincias y, en caso contrario, Chile entregaría un puerto en bahía Vítor, ubicada al sur del territorio ariqueño.

Artículo Primero. Si a consecuencia del plebiscito que haya de tener lugar, en conformidad al Tratado de Ancón o a virtud de arreglos directos, adquiriese la República de Chile dominio y soberanía permanente sobre los territorios de Tacna y Arica, se obliga transferirlos a la República de Bolivia, en la misma forma y con la misma extensión que los adquiera, sin perjuicio de lo establecido en el artículo II.
La República de Bolivia abonará como indemnización por dicha transferencia de territorio la suma de cinco millones de pesos de plata, de 25 gramos de peso y 9 décimos de fino, quedando especialmente afecto para responder a este pago el 40% del rendimiento bruto de la Aduana de Arica.

[...]

Artículo Cuarto. Si la República de Chile no pudiese obtener en el plebiscito o por arreglos directos la soberanía definitiva de la zona en que se hallan las ciudades de Tacna y Arica, se compromete a ceder a Bolivia la caleta de Vítor, hasta la Quebrada de Camarones, u otra análoga, y además la suma de cinco millones ($ 5.000.000) de pesos de plata de veinticinco gramos de plata y nueve décimos de fino.
Tratado especial sobre transferencia de territorio de 1895

El texto del acuerdo redactado por Luis Barros Borgoño y Heriberto Gutiérrez fue aprobado por el Congreso chileno, pero el boliviano discutió algunos de sus puntos, por lo que no fue ratificado. En Sucre el 9 de diciembre de ese mismo año, el ministro chileno Juan Gonzalo Matta suscribió un nuevo protocolo con el canciller boliviano Emeterio Cano que fijaba un plazo de dos años para la entrega de un puerto a Bolivia y que, en caso de que aquello no ocurriera, la cesión de la provincia del Litoral quedaría sin efecto. El nuevo protocolo no logró solucionar las diferencias entre ambos gobiernos y un nuevo protocolo, firmado en Santiago el 30 de abril de 1896, fijó que Chile cedería Arica y que, en caso de no obtener dicho territorio en el plebiscito, sería Vítor u otra caleta similar que pudiera convertirse en puerto comercial. El Congreso boliviano introdujo una nueva cláusula por la cual se reservaba el derecho de aceptar o no el puerto que ofreciera Chile, lo que fue rechazado por las autoridades chilenas. A las dificultades en la negociación se sumó el acuerdo logrado por el representante argentino Dardo Rocha sobre la Puna de Atacama, que Chile reclamaba como parte del territorio del Litoral en disputa y que daría origen a un nuevo litigio. Esto llevó al fin de las negociaciones sin lograr ratificar algún acuerdo de paz.
Tras un periodo sin negociaciones, que incluyó el endurecimiento de la relación con la misión del embajador Abraham König y su memorándum al canciller boliviano de 1900, aquellas se retomaron finalmente mediante el Tratado de 1904, que llevó a la normalización de las relaciones diplomáticas entre Bolivia y Chile, poniendo fin al régimen establecido por el Pacto de Tregua, y que fijaron las fronteras definitivas entre ambos países.
Por otro lado, la Cuestión de Tacna y Arica se alargó por varias décadas, en que no se logró acuerdo para la realización del plebiscito. Recién en 1929, el Tratado de Lima definió que Tacna quedaría en manos peruanas y Arica, en manos chilenas. Un protocolo complementario adjunto al Tratado definió que «[l]os Gobiernos de Perú y de Chile no podrán, sin previo acuerdo entre ellos, ceder a una tercera potencia la totalidad o parte de los territorios que, en conformidad al Tratado de esta misma fecha, quedan bajo sus respectivas soberanías». Este artículo apuntaba directamente a las negociaciones con Bolivia y fue posteriormente un punto clave en cualquier discusión sobre una posible salida al mar para este último país.

### Acuerdo de 1975

El Acuerdo de Charaña firmado por Hugo Banzer y Augusto Pinochet en 1975 fue la propuesta más seria de solución a la mediterraneidad boliviana. La negativa del Perú a renegociar sus límites territoriales provocó el término de las relaciones diplomáticas entre Chile y Bolivia.

A lo largo del siglo XX, Bolivia ha reclamado una salida soberana al mar, argumentando que su característica de mediterraneidad ha sido un importante impedimento para su desarrollo económico y social.[cita requerida] Por otro lado, Chile desconoce las reclamaciones de Bolivia argumentando lo establecido en los tratados firmados entre ambos países.
En diversas ocasiones, se ha tratado de llegar a acuerdos para solucionar el conflicto diplomático, entre las que destaca la década de 1970, cuyo punto culminante fue el Acuerdo de Charaña, discutido en 1975 por los dictadores Hugo Banzer y Augusto Pinochet. Este último propuso a su par boliviano la posibilidad de entrega de una pequeña franja litoral al norte de Arica junto con un corredor terrestre con plena soberanía que permitiera la conexión territorial con Bolivia a cambio de un territorio de igual superficie, consideradas las porciones terrestre y marítima, en las cercanías del salar de Uyuni. Sin embargo, el tratado no se firmó ni concretó debido a la oposición de Perú que, para dar su aprobación al canje territorial, exigió que el litoral no fuese exclusivamente boliviano sino trinacional, moción rechazada tanto por Bolivia como por Chile. Años después, roces entre Bolivia y Chile llevaron al fin de sus relaciones diplomáticas en 1978. En la actualidad, sólo existen relaciones entre ambos países a nivel consular.[cita requerida]

### Negociación por el gas
A comienzos de los años 2000, se produjeron acercamientos entre los presidentes Jorge Quiroga y Ricardo Lagos con motivo de la construcción de un gasoducto desde Tarija hacia el océano Pacífico, pero nuevos conflictos impidieron la concreción de la propuesta.[cita requerida]

### Caso ante la Corte Internacional de Justicia
El 24 de abril de 2013, el gobierno de Bolivia inició formalmente, ante la Corte Internacional de Justicia, la presentación de una demanda para solicitar a Chile la negociación de una salida soberana al mar. El 15 de abril de 2014, el Estado Plurinacional de Bolivia presentó su memoria.
El 24 de septiembre de 2015 la Corte Internacional de Justicia de La Haya se declaró competente para revisar el asunto.
Finalmente el 1 de octubre de 2018 la Corte Internacional de Justicia falló a favor de Chile estableciendo que este país no tiene ninguna obligación legal de acordar una salida al mar para Bolivia, aunque anima a ambos países a continuar dialogando en busca de una solución al conflicto.

### Solución de ingeniería
Arquitectos chilenos (Humberto Eliash, Fernando Castillo Velasco y Carlos Martner) propusieron al canciller chileno, Mariano Fernández, que se de la construcción de un túnel de 150 km que pasara por la zona fronteriza de Perú y Chile, y posteriormente construir una isla artificial con la tierra extraída de las obras. Dicha isla estaría bajo soberanía boliviana y el túnel con derechos extraterritoriales, en donde el gobierno boliviano podría construir un puerto en la isla artificial y aprovechar el túnel para transporte de vehículos de carga y pasajeros, un tren y un oleoducto para gas boliviano. Sin embargo, para el desarrollo de tal proyecto, se necesitaría el permiso del Perú. Manuel Rodríguez Cuadros, excanciller peruano, consideró la idea como absurda, mientras que los medios chilenos y bolivianos pusieron en duda que el Perú apoye el proyecto debido al conflicto limítrofe con chile en territorio marítimo. El gobierno boliviano no se ha expresado oficialmente al respecto de este proyecto, esperando a que se de una propuesta oficial.

## Acuerdos alternativos sin soberanía
- Acceso al océano Pacífico (Arica, Iquique y Antofagasta-Chile)[28][29]

Para afrontar su mediterraneidad, Bolivia ha firmado acuerdos con Argentina y Perú, que le permiten tener acceso tanto al océano Atlántico como al océano Pacífico:
- Acceso al océano Atlántico: Río Paraná (Rosario-Argentina)

Bolivia posee instalaciones portuarias en la "Zona Franca de Bolivia" en Rosario, desde 1964, pero en total estado de abandono. Dada la necesidad urbana, se impulsa su traslado a Villa Constitución, dentro de la provincia de Santa Fe, u otro puerto ya bonaerense. Hasta fines de la década de 1980, era común vislumbrar las siluetas de naves de guerra de Bolivia.
- Acceso al océano Pacífico: Bolivia Mar (Ilo, Maratani, Grau y Mollendo-Perú)

Durante una visita diplomática al Perú, el presidente Jaime Paz Zamora y su homólogo peruano, Alberto Fujimori, llegaron a un acuerdo con esta nación para la cesión de 5 kilómetros de costa y una extensión territorial de 163,5 ha (1,635 km²) llamada Bolivia Mar por un periodo de 99 años renovables desde 1992, después de los cuales toda construcción y el territorio pasa nuevamente al Perú.
En el acuerdo, Bolivia utilizaría una zona franca del puerto de Ilo para su administración y funcionamiento.
Boliviamar es una playa que forma parte del proyecto de desarrollo turístico firmado entre el Perú y Bolivia el 24 de enero de 1992, se encuentra exactamente a 17 kilómetros de la ciudad de Ilo, a un costado de la vía costanera que une los departamentos de Tacna y Moquegua.
Para más información remitirse al "Protocolo Complementario al Convenio entre los Gobiernos del Perú y de Bolivia sobre la participación de empresas bolivianas en la Zona Franca Industrial de Ilo" que crea la Zona Económica Especial para Bolivia en Ilo (ZEEBI), que amplía en su máximo alcance las facilidades que el Gobierno del Perú otorgó a favor de Bolivia en los Convenios de 1992.

## Posiciones

### Posición boliviana

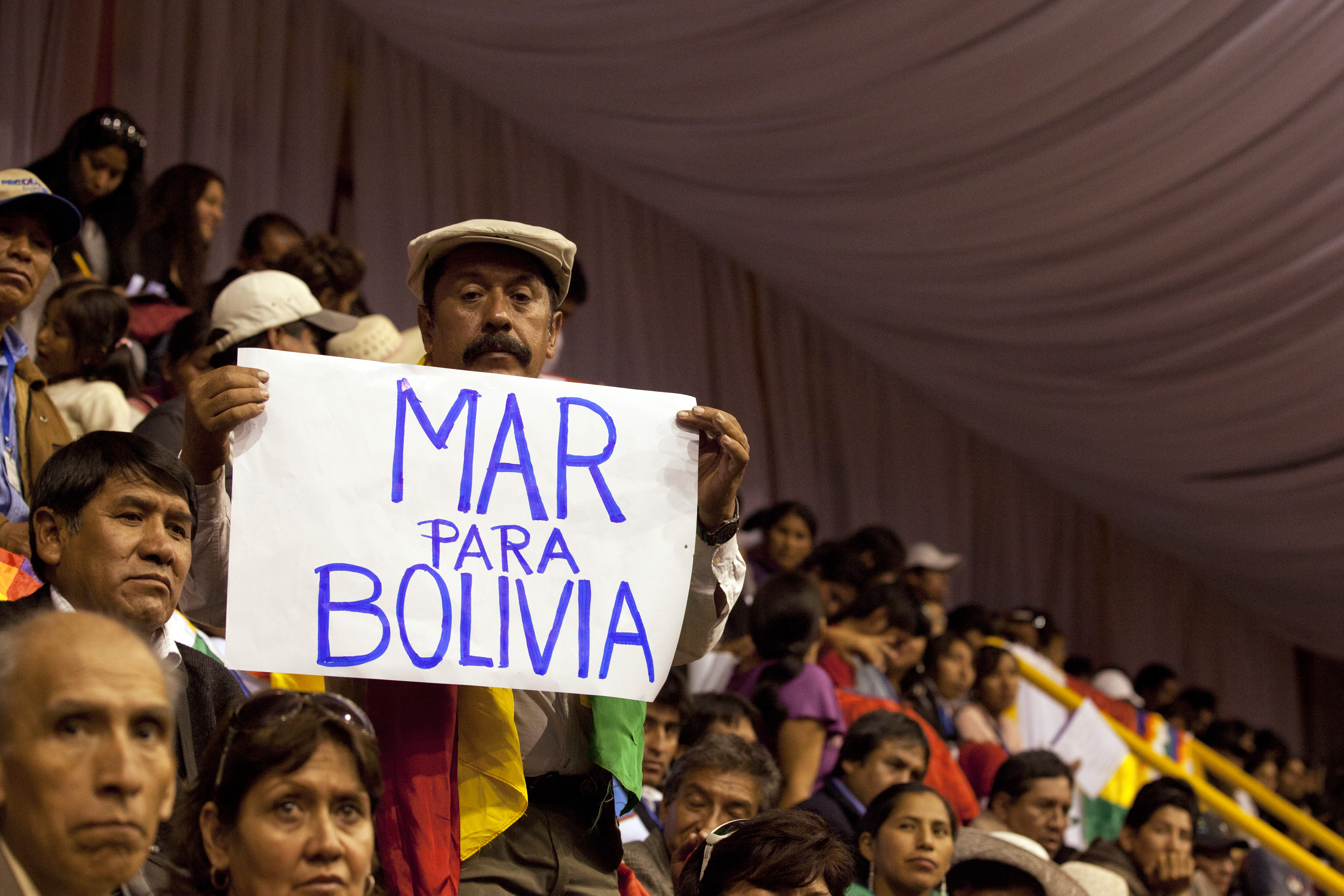
Ciudadano boliviano reclamando mar para su país durante la 42 Asamblea General de la OEA en Bolivia.

En 1987 Bolivia comunica al Consejo de Seguridad de las Naciones Unidas que las comunidades americana e internacional estaban, supuestamente, convencidas de que existía un grave problema entre Bolivia y Chile y que había que hallar una solución equitativa que diera a Bolivia un acceso “soberano y efectivo” al Océano Pacífico, algo que sería de interés hemisférico. En 1989, la ONU acepta incluirlo como tema de cualquier sesiones a pedido de una de las partes.
La privatización de los puertos de Antofagasta y Arica habría afectado la presencia boliviana y sus posibilidades comerciales, además del incremento de tarifas en estos puertos. En 1904, Bolivia cedió su litoral a Chile a cambio de un régimen de libre tránsito de mercaderías desde los puertos de Chile a Bolivia. Sin embargo, cabe destacar que el Tratado de 1904 lo que estableció fue la imposibilidad de que Chile fijara cualquier tipo de arancel aduanero (tributo) a los productos que salen o entran de Bolivia y pasan por puertos chilenos,[cita requerida] algo que no ha ocurrido. Las empresas privadas que operan los puertos chilenos cobran a Bolivia los gastos operacionales que cobran a cualquier otro cliente, lo que no significa arancel aduanero o tributo alguno a favor del Estado de Chile (el único obligado en virtud del Tratado de 1904).[cita requerida]
En diciembre de 2009, el presidente Evo Morales dijo ante la prensa que los tratados firmados con Chile por motivo de la Guerra del Pacífico eran revisables y de ninguna manera intocables.

### Posición chilena

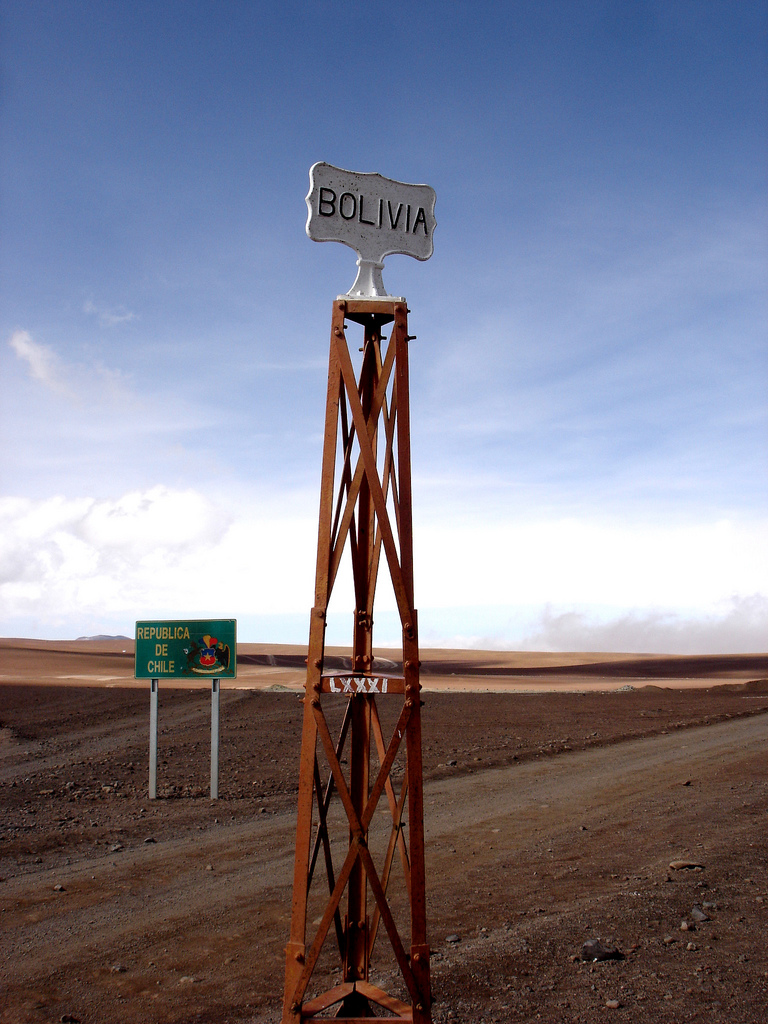
Señales fronterizas de Chile y Bolivia.

Actualmente, la posición oficial de Chile es contraria a la cesión de soberanía de territorio chileno para Bolivia basándose en el principio del Derecho Internacional "Pacta sunt servanda" y, específicamente, en la Convención de Viena sobre el Derecho de los Tratados de 1969, de la cual son partes tanto Chile como Bolivia. En algunas oportunidades, cuando la diplomacia boliviana ha buscado la solución del asunto en ámbitos multilaterales como la OEA, Chile ha mantenido que el asunto es estrictamente bilateral. Asimismo, frente a la advertencia del gobierno boliviano de llevar el asunto a tribunales internacionales, Chile considera que no existe conflicto jurídico alguno, pues todos los asuntos pendientes quedaron resueltos con el tratado firmado en 1904 y no es función de la jurisdicción el cuestionar la moralidad de hechos históricos pretéritos.[cita requerida]
La entrega de un territorio soberano para Bolivia ha sido reivindicado por algunos sectores de izquierda. En un acto organizado en el Court Central del Estadio Nacional, con motivo de la visita de Evo Morales para la asunción de Michelle Bachelet al poder, los cinco mil asistentes corearon el grito "Mar para Bolivia." Sin embargo diversas encuestas han manifestado que dicha opinión es minoritaria: una encuesta a fines de marzo de 2006 mostró que el 62% de los chilenos estaría en contra de una cesión de franja territorial con soberanía a cambio de una compensación territorial. Aunque un 90% de los encuestados se manifestó a favor de restablecer relaciones diplomáticas entre ambos países y que un 75% estaba de acuerdo en buscar soluciones para la aspiración marítima boliviana sin cesión de soberanía, un 69% se opuso en caso de discutir temas de soberanía. Además, un 88% de los encuestados señaló que, en caso de que existiese un acuerdo, debía ser aprobado por un plebiscito.
| El gobierno de Bolivia ha solicitado a Chile una salida al mar. ¿Qué cree usted que debe hacer Chile? (Encuesta Bicentenario UC-Adimark, 2006-2012) | El gobierno de Bolivia ha solicitado a Chile una salida al mar. ¿Qué cree usted que debe hacer Chile? (Encuesta Bicentenario UC-Adimark, 2006-2012) | El gobierno de Bolivia ha solicitado a Chile una salida al mar. ¿Qué cree usted que debe hacer Chile? (Encuesta Bicentenario UC-Adimark, 2006-2012) | El gobierno de Bolivia ha solicitado a Chile una salida al mar. ¿Qué cree usted que debe hacer Chile? (Encuesta Bicentenario UC-Adimark, 2006-2012) | El gobierno de Bolivia ha solicitado a Chile una salida al mar. ¿Qué cree usted que debe hacer Chile? (Encuesta Bicentenario UC-Adimark, 2006-2012) | El gobierno de Bolivia ha solicitado a Chile una salida al mar. ¿Qué cree usted que debe hacer Chile? (Encuesta Bicentenario UC-Adimark, 2006-2012) |
| | 2006 | 2008 | 2010 | 2011 | 2012 |
| --- | --- | --- | --- | --- | --- |
| No darle nada | 33% | 43% | 43% | 48% | 54% |
| Dar beneficios económicos a través de puertos chilenos                                                                                              | 47% | 40% | 35% | 40% | 28% |
| Dar una franja de territorio soberano con salida al mar                                                                                             | 13% | 13% | 13% | 9% | 11% |
| No sabe/No responde | 9% | 3% | 9% | 3% | 7% |

En una consulta realizada por la municipalidad de Arica, la población se opuso ampliamente a entregar una salida a Bolivia por esa zona. En dicha oportunidad, su alcalde viajó a Santiago de Chile y entregó los resultados en el Palacio de La Moneda, para que el gobierno tuviera en consideración la opinión de los ariqueños. El Consejo Autónomo Aimara de Chile, bajo la presidencia de Hortencia Hidalgo Cáceres y Ángel Bolaños Flores, denunció este plebiscito promovido por el alcalde de Arica como fascista, ya que iría contra la hermandad y las buenas relaciones con los pueblos vecinos.

### Posición peruana
Sólo en el caso de que un eventual entendimiento entre Bolivia y Chile implique una salida por el territorio de Arica, el Perú tendría que ser consultado antes de formalizarse cualquier acuerdo, conforme las disposiciones del artículo primero del Protocolo complementario del Tratado de Lima (1929), entre el Perú y Chile.

Artículo Primero. Los Gobiernos del Perú y de Chile no podrán sin previo acuerdo entre ellos, ceder a una tercera potencia la totalidad o parte de los territorios que, en conformidad al Tratado de esta misma fecha, quedan bajo sus respectivas soberanías, ni podrán, sin ese requisito, construir, al través de ellos, nuevas líneas férreas internacionales.
Protocolo Complementario del Tratado de Lima

La posición oficial del Perú en relación con la mediterraneidad de Bolivia consiste en comprender y respaldar verbalmente la justa aspiración boliviana para solucionar el problema, siempre que no se comprometan sus derechos los que a decir del exministro de Relaciones Exteriores y actual embajador del Perú en Bolivia Manuel Rodríguez Cuadros versan sobre: los derechos, servidumbres y facilidades que el Perú posee en relación con el territorio de Arica, los intereses marítimos del Perú y los intereses marítimos y socioeconómicos de la región de Tacna.
En 1997 Perú cedió una playa en las costas de Ilo a Bolivia llamada Boliviamar durante 100 años. El acuerdo fue firmado por el entonces presidente peruano, Alberto Fujimori, y su par boliviano, Jaime Paz Zamora, cuya imagen dentro del agua con los pantalones remangados aún es usada por simpatizantes y detractores de la idea.
La concesión, se decía, serviría para reducir los lazos comerciales con los puertos chilenos de Iquique y Arica, por donde Bolivia ingresa y despacha la mayor parte de su mercadería, y dejar atrás por fin la paradoja de que su acceso al océano dependa del país que se quedó con sus provincias costeñas tras la Guerra del Pacífico (1879-1884), en la que Bolivia y Perú se enfrentaron a Chile.